# Льгота-Вольбромська
Льгота-Вольбромська (пол. Lgota Wolbromska) — село в Польщі, у гміні Вольбром Олькуського повіту Малопольського воєводства.
Населення — 384 особи (2011).
У 1975-1998 роках село належало до Катовицького воєводства.

## Демографія
Демографічна структура станом на 31 березня 2011 року:
|          | Загалом | Допрацездатний вік | Працездатний вік | Постпрацездатний вік |
| -------- | ------- | ------------------ | ---------------- | -------------------- |
| Чоловіки | 181     | 32                 | 131              | 18                   |
| Жінки    | 203     | 39                 | 109              | 55                   |
| Разом    | 384     | 71                 | 240              | 73                   |